# Саз (станция)
Саз (каз. Саз) — станция в Жамбылском районе Алматинской области Казахстана. Входит в состав Ульгулинского сельского округа. Код КАТО — 194273400.

## Население
В 1999 году население станции составляло 66 человек (31 мужчина и 35 женщин). По данным переписи 2009 года, в населённом пункте проживало 65 человек (37 мужчин и 28 женщин).